# Paul av Jugoslavien
Paul av Jugoslavien (serbiska och kroatiska Павле Карађорђевић Pavle Karađorđević, slovenska Pavel Karađorđević), född 27 april 1893 i Sankt Petersburg, Ryssland, död 14 september 1976 i Paris, prins av Huset Karađorđević, var regent i sin omyndige kusins sons ställe 1934-1941. Han blev därmed den näst siste regenten av Jugoslavien, och den siste som regerade tillräckligt länge för att ha haft någon reell betydelse; efterträdaren regerade endast tre veckor innan han gick i landsflykt.

## Biografi
Prins Paul var ende son till prins Arsen av Jugoslavien och prinsessan Aurora Demidov. Genom sin morfars mor Aurora Stjernvall hade han släktingar i Norden, om vilket Osmo Durchman skrivit (1925). Han studerade vid Oxfords universitet, och det sägs att han var brittisk till sättet, och hans närmaste vänner var alla britter.
Han gifte sig 1923 med prinsessan Olga av Grekland och Danmark, och den blivande Georg VI av Storbritannien var best man vid bröllopet i Belgrad. Han gifte därmed in sig i de nordeuropeiska kungahusen.
Hans kusin kung Alexander I av Jugoslavien mördades i Marseille 1934, och den 9 oktober blev han förmyndarregent i landet, då Peter II av Jugoslavien endast var elva år. Den 25 mars 1941 beslutade han att skriva under tremaktspakten med axelmakterna i Wien. Detta föranledde väldiga demonstrationer i Belgrad, och till följd av detta gjorde Peter II en coup d'état den 27 mars 1941, med stöd av några probrittiska officerare och medelklasspolitiker. General Dušan Simović tillsattes som premiärminister, och Jugoslavien backade ur axelmakterna.
Fastän Peter II:s regering var motståndare till Tyskland, var de rädda för att Hitler skulle attackera dem, och att britterna inte skulle vara i läget att de kunde försvara dem. För landets säkerhet gick de med i pakten. Tyskland invaderade dem ändå, och kungafamiljen gick i landsflykt, även prins Paul. Under återstoden av kriget höll britterna prins Paul och hans familj i husarrest i Sydafrika.
Prins Paul dog i Paris 14 september 1976 utan att ha återvänt till Jugoslavien.
År 1990 publicerade prinsessan Elisabeth, hans dotter, en biografi över sin far som innehöll material hon funnit i brittiska utrikesdepartementets arkiv. Boken utgavs på serbiska. Det var en reviderad upplaga av en biografi som Neil Balfour gav ut 1980 i London.
Paul var far till prinsessan Elisabeth av Jugoslavien, prins Alexander av Jugoslavien, och prins Nicola av Jugoslavien, samt morfar till den amerikanska skådespelerskan Catherine Oxenberg.

## Utmärkelser
- Victoriakedjan,  1934
- Vita örnens orden
- Silvesterorden
- Storkorsriddare av Sankt Mauritius och Sankt Lazarusorden
- Vita lejonets orden
- Storbritanniska Johanniterorden
- Strumpebandsorden
- Vita örns orden
- Riddare av Annunziataorden
- Karageorgevitjs stjärnas orden
- Storkorsriddare av Italienska kronorden

[Redigera Wikidata]